# Weston McKennie
Weston James Earl McKennie (sinh ngày 28 tháng 8 năm 1998) là một cầu thủ bóng đá chuyên nghiệp người Mỹ hiện đang thi đấu ở vị trí tiền vệ cho câu lạc bộ Serie A Juventus và đội tuyển bóng đá quốc gia Hoa Kỳ.
McKennie bắt đầu sự nghiệp câu lạc bộ Schalke 04 ở Bundesliga. Trong mùa giải 2017-18, anh khẳng định với tư cách là cầu thủ đầu tiên, chơi 25 trận trong trận đấu. Sau ba mùa giải, McKennie chuyển sang cho câu lạc bộ Ý Juventus dưới dạng cho mượn, với hợp đồng có hiệu lực vào tháng 3 năm 2021.
McKennie đã đại diện cho đội tuyển Hoa Kỳ ở độ tuổi trẻ và vị thanh niên. Anh có trận ra mắt quốc tế vào năm 2017 và dành Á quân ở Cúp Vàng CONCACAF 2019 và giành được chức vô địch CONCACAF Nations League 2019-20.

## Đầu đời
Sinh ra ở Fort Lewis, Washington, McKennie chuyển đến sinh sống ở Kaiserslautern, Đức, từ sáu đến chín tuổi khi cha anh, một sĩ quan Lực lượng Không quân Hoa Kỳ, đóng quân tại Căn cứ Không quân Ramstein gần đó. Anh bắt đầu chơi bóng cho câu lạc bộ FC Phönix Otterbach vào năm 2004, trước khi trở lại Hoa Kỳ. Từ 2009 đến 2016, anh đã thi đấu cho đội bóng trẻ FC Dallas ở Major League Soocer trước khi chuyển đến câu lạc bộ Đức Schalke 04. Việc McKennie chuyển đến Schalke là chất xúc tác chính để FC Dallas thành lập đội dự bị của họ, North Texas SC, đội bóng này thi đấu ở USL League One.
Tháng 2 năm 2016, McKennie đã ký National Letter of Intent để thi đấu bóng đá ở Đại học Virginia, nhưng sau đó anh từ chối lời đề nghị học bổng để chơi cho Cavaliers và thay vào đó tìm cách thi đấu chuyên nghiệp bóng đá của mình.

## Sự nghiệp câu lạc bộ

### Schalke 04

#### 2016–2018
Tháng 7 năm 2016, McKennie từ chối ký hợp đồng với FC Dallas. Anh gia nhập FC Schalke 04 ở Bundesliga của Đức từ tháng 8 năm 2016.
Sau chưa đầy một năm gắn bó với học viện Schalke 04, McKennie được lên đội một vào tháng 5 năm 2017. Anh ra mắt chuyên nghiệp vào ngày 20 tháng 5 năm 2017, vào sân thay người ở phút thứ 77 trong trận hòa 1–1 trước FC Ingolstadt 04. Đây là lần ra sân duy nhất của anh trong mùa giải 2016-17. McKennie đã ra sân lần đầu tiên vào tháng 9 năm 2017, rồi sau đó anh ký hợp đồng 5 năm. McKennie đã có ra sân 21 trận và ghi 4 bàn thắng cho U-19 Schalke.
Trong mùa giải 2017–18, McKennie củng cố vị trí của mình với tư cách là cầu thủ Schalke ở tuổi 19. Anh đã có hơn 22 lần ra sân ở Bundesliga. Anh đã kết thúc mùa giải 2017-18 với 25 lần ra sân trong trận đấu. Hơn nữa, anh đã chứng tỏ là một tài sản quý giá của Schalke nhờ sự đa năng của anh, McKennie chơi ở nhiều vị trí ở hàng tiền vệ và hàng thủ.

#### 2018–19
Trong mùa giải 2018–19, McKennie tiếp tục nâng cao vị thế cho câu lạc bộ Schalke, đá chính 25 trận ở Bundesliga, DFB-Pokal và UEFA Champions League. anh đã có 33 lần ra sân và chỉ ghi 2 bàn thắng trên mọi trận đấu trong đó có ghi bàn thắng đầu tiên ở UEFA Champions League, trong chiến thắng 1–0 trên sân khách trước đối thủ Lokomotiv Moscow.

#### 2019–20
Dưới thời tân huấn luyện viên David Wagner, McKennie tiếp tục khẳng định là một phần quan trọng và là tài sản quý giá của đội hình đang đấu tranh để đối phó với đại dịch COVID-19. McKennie ra sân với tổng cộng 28 lần và ghi được 3 bàn thắng cho Schalke ở Bundesliga. McKennie đã có thêm 4 lần ra sân ở DFB-Pokal.
Ngày 30 tháng 5 năm 2020, trong trận thua 0–1 trước SV Werder Bremen, McKennie đeo một chiếc băng tay có dòng chữ "Justice for George" sau cái chết của George Floyd ở Hoa Kỳ.

### Juventus

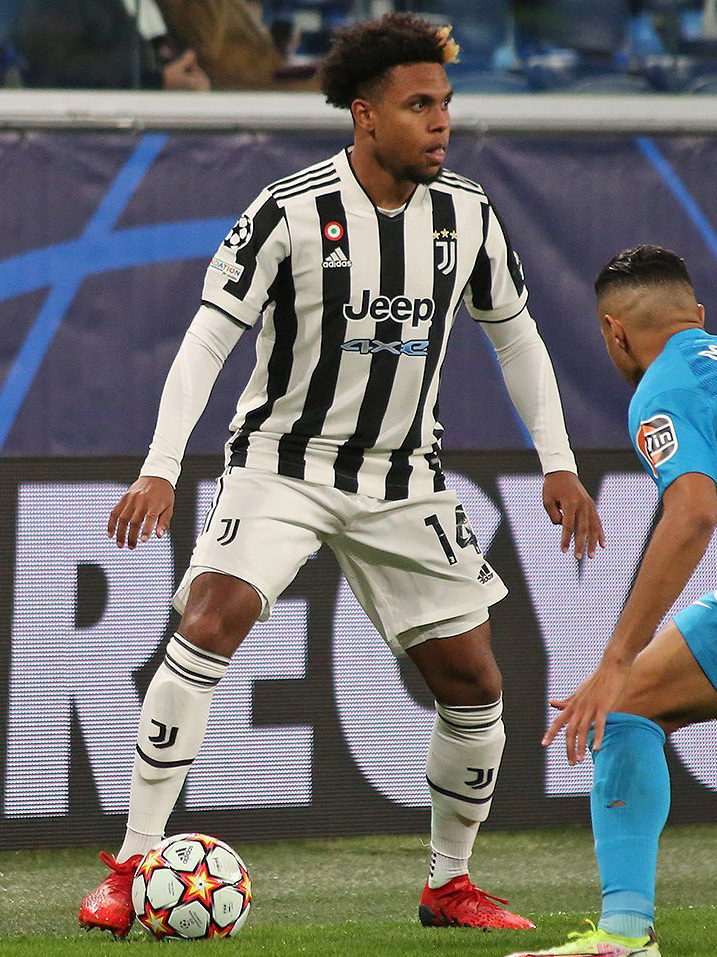
McKennie thi đấu cho Juventus vào tháng 10 năm 2021

#### 2020–21
Ngày 29 tháng 8 năm 2020, McKennie ký hợp đồng với Juventus ở Serie A dưới dạng cho mượn kéo dài 1 năm, với mức phí ban đầu 4,5 triệu euro kèm theo điều khoản lựa chọn mua đứt. Anh đã trở thành cầu thủ người Mỹ đầu tiên của Juventus và thứ năm của Serie A. Tuy nhiên, nếu McKennie đáp ứng các khuyến khích hiệu suất nhất định, bản hợp này sẽ được kích hoạt điều khoản mua đứt. Trong cả hai trường hợp, thỏa thuận này có trị giá 18,5 triệu euro, có thể tăng thêm 7 triệu euro. Tháng 9 năm 2020, McKennie được được trao chiếc áo số 14.
McKennie có trận ra mắt cho Juventus ở Serie A vào ngày 20 tháng 9, đá chính và thi đấu trọn vẹn 90 phút trong chiến thắng 3–0 trên sân nhà trước Sampdoria. Anh đã có trận ra mắt tại UEFA Champions League cho câu lạc bộ, trong trận đấu thứ hai vòng bảng, vào sân thay người ở phút thứ 75 trong trận thua 0–2 trên sân nhà trước Barcelona. Ngày 1 tháng 11, anh ghi bàn thắng đầu tiên cho Juventus, sau pha kiến tạo của Álvaro Morata trong chiến thắng 4–1 trước Spezia. Ngày 24 tháng 11, McKennie đá chính trận đấu gặp Ferencváros ở UEFA Champions League. Anh đã có bàn thắng đầu tiên cho Juventus vào ngày 5 tháng 12, trong trận Derby della Mole gặp đối thủ Torino; anh ghi bàn gỡ hòa, mà trận đấu này kết thúc với chiến thắng 2–1. Ngày 8 tháng 12, McKennie ghi bàn thắng đầu tiên tại UEFA Champions League bằng cú ngả người sút bóng vào lưới Barcelona, giúp đội bóng giành chiến thắng 3–0 trên sân khách và cán đích ở vị trí nhất bảng. Ngày 7 tháng 1 năm 2022, anh ghi một bàn thắng vào lưới của A.C Milan trong chiến thắng 3–1 trên sân khách; đây là lần đầu tiên thất bại của A.C Milan sau 27 bất bại trận ở mùa giải 2021–22.
Ngày 3 tháng 3 năm 2021, Juventus thực hiện tùy chọn mua với giá 18,5 triệu euro, cộng với 6,5 triệu euro, theo bản hợp đồng 4 năm. McKennie đá chính trong trận gặp Atalanta ở chung kết Coppa Italia 2021; anh thực hiện pha kiến tạo cho Dejan Kulusevski để ghi bàn thắng đầu tiên trong chiến thắng 2–1. Anh đã kết thúc mùa giải 2020–21 với tổng cộng 6 bàn thắng và 46 lần ra sân trên mọi trận đấu.

#### 2021–22
McKennie đã ghi bàn thắng đầu tiên ở mùa giải, trong trận thua 1–2 trước Sassuolo, tiếp theo là bàn thắng thứ hai trong trận thua 1–2 trước Hellas Verona. Ngày 21 tháng 1 năm 2022, anh ghi bàn mở tỷ số ở Siêu cúp bóng đá Ý 2021, nhưng cuối cùng thua trận với tỷ số 1–2 trước Inter Milan. Ngày 20 tháng 2, trong trận đấu gặp Villareal tại UEFA Champion League, McKennie dính chấn thương cổ chân sau pha phạm lỗi của đối phương, buộc anh phải kết thúc sớm mùa giải này.

#### Cho mượn tại Leeds United
Ngày 30 tháng 1 năm 2023, Mckennie gia nhập Leeds United dưới dạng cho mượn trong phần còn lại của mùa giải 2022–23. Anh có trận ra mắt Leeds ở Premier League vào ngày 5 tháng 2 năm 2023, vào sân thay người ở hiệp hai trong trận thua 0–1 trước Nottingham Forest.

## Sự nghiệp quốc tế

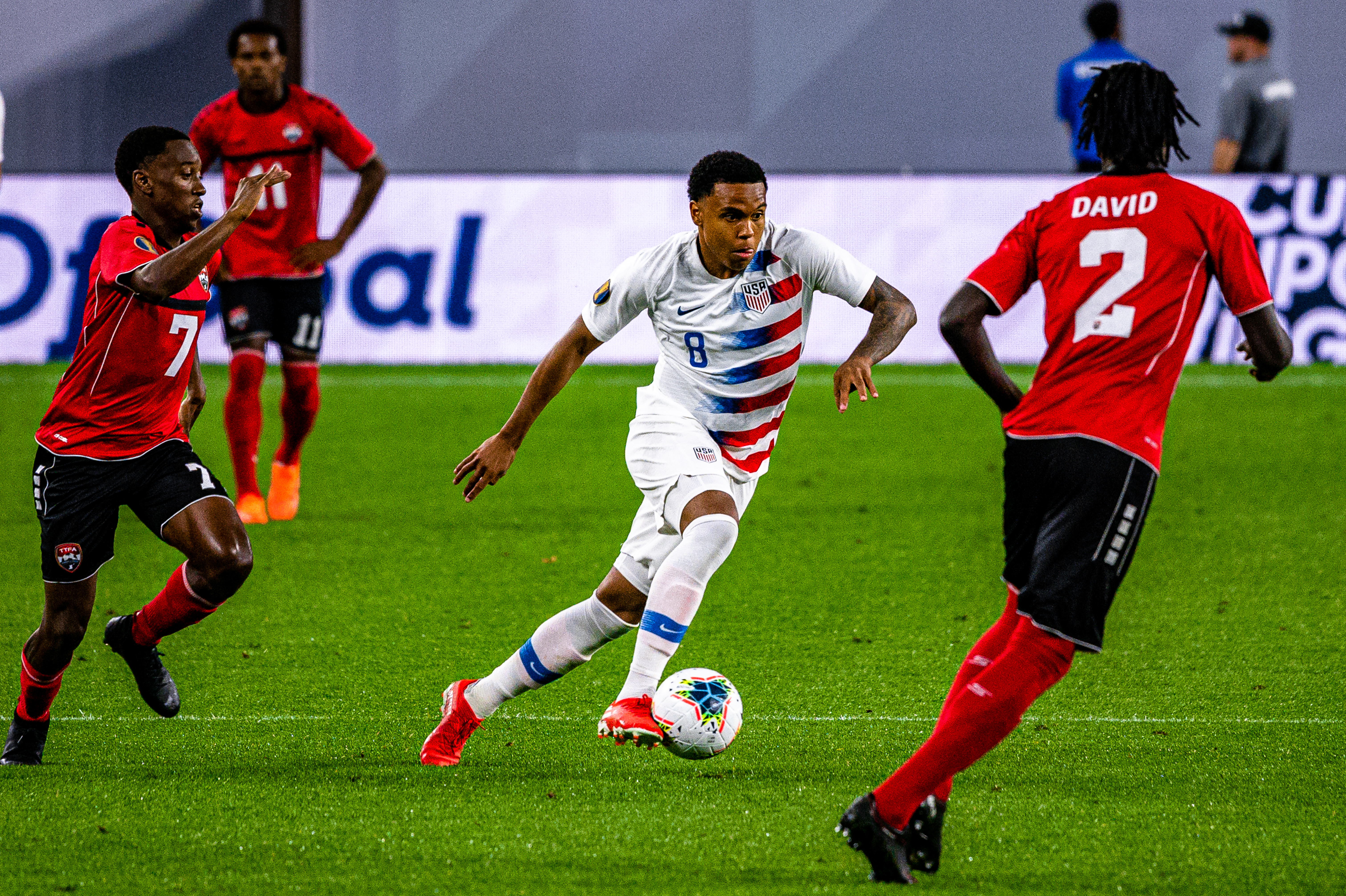
McKennie đang chơi cho Đội tuyển Bóng đá Quốc gia Hoa Kỳ ở Cúp Vàng 2019 CONCACAF

McKennie đã chơi cho đội tuyển U-17 và U-20 Hoa Kỳ. McKennie được mời vào đội tuyển quốc gia đầu tiên trong trận giao hữu giữa Hoa Kỳ với Bồ Đào Nha vào ngày 14 tháng 11 năm 2017 với ghi bàn thắng đầu tiên của anh.
Pha kiến tạo đầu tiên của McKennie cho Hoa Kỳ là trận gặp Guyana tại Cúp Vàng CONCACAF 2019 trong chiến thắng 4–0. McKennie ghi bàn thắng duy nhất cho Hoa Kỳ vào ngày 30 tháng 6 năm 2019, để giúp đội tuyển giành chiến thắng 1–0 trong trận tứ kết Cúp vàng trước Curaçao. McKennie ghi bàn thắng thứ hai trong trận bán kết gặp Jamaica ở phút thứ 19.
Ngày 12 tháng 10 năm 2019, McKennie đã ghi hat-trick nhanh nhất trong lịch sử đội tuyển quốc gia Hoa Kỳ, ghi ba bàn trong 13 phút trong trận gặp đối thủ Cuba ở CONCACAF Nations League 2019-20.
Ngày 6 tháng 6 năm 2021, McKennie ghi bàn gỡ hòa 2–2 quyết định trong trận đấu chung kết CONCACAF Nations League 2021, gặp Mexico dẫn đến hiệp phụ. Trận đấu cuối cùng kết thúc với tỷ số 3–2 nghiêng về Hoa Kỳ, và anh được giải thưởng Player of the Tournament.

## Thống kê sự nghiệp

### Câu lạc bộ
Tính đến ngày 11 tháng 3 năm 2023
| Câu lạc bộ          | Mùa giải            | Giải đấu            | Giải đấu | Giải đấu | Cúp Quốc gia | Cúp Quốc gia | Châu lục | Châu lục | Khác | Khác | Tổng cộng | Tổng cộng |
| Câu lạc bộ          | Mùa giải            | Hạng                | Trận     | Bàn      | Trận         | Bàn          | Trận     | Bàn      | Trận | Bàn  | Trận      | Bàn       |
| ------------------- | ------------------- | ------------------- | -------- | -------- | ------------ | ------------ | -------- | -------- | ---- | ---- | --------- | --------- |
| Schalke 04          | 2016–17             | Bundesliga          | 1        | 0        | 0            | 0            | —        | —        | —    | —    | 1         | 0         |
| Schalke 04          | 2017–18             | Bundesliga          | 22       | 0        | 3            | 0            | —        | —        | —    | —    | 25        | 0         |
| Schalke 04          | 2018–19             | Bundesliga          | 24       | 1        | 3            | 0            | 6        | 1        | —    | —    | 33        | 2         |
| Schalke 04          | 2019–20             | Bundesliga          | 28       | 3        | 4            | 0            | —        | —        | —    | —    | 32        | 3         |
| Schalke 04          | Tổng cộng           | Tổng cộng           | 75       | 4        | 10           | 0            | 6        | 1        | —    | —    | 91        | 5         |
| Juventus (mượn)     | 2020–21             | Serie A             | 21       | 4        | 3            | 0            | 6        | 1        | 1    | 0    | 31        | 5         |
| Juventus            | 2020–21             | Serie A             | 13       | 1        | 1            | 0            | 1        | 0        | —    | —    | 15        | 1         |
| Juventus            | 2021–22             | Serie A             | 21       | 3        | 1            | 0            | 6        | 0        | 1    | 1    | 29        | 4         |
| Juventus            | 2022–23             | Serie A             | 15       | 1        | 1            | 0            | 5        | 2        | —    | —    | 21        | 3         |
| Juventus            | Tổng cộng           | Tổng cộng           | 49       | 5        | 3            | 0            | 12       | 2        | 1    | 1    | 65        | 8         |
| Leeds United        | 2022-2023           | Premier League      | 7        | 0        | 1            | 0            | —        | —        | —    | —    | 8         | 0         |
| Tổng cộng sự nghiệp | Tổng cộng sự nghiệp | Tổng cộng sự nghiệp | 152      | 13       | 17           | 0            | 24       | 4        | 2    | 1    | 195       | 18        |

1. ↑  DFB-Pokal, Coppa Italia
2. 1 2 3 4 5  UEFA Champions League
3. 1 2  Supercoppa Italiana

### Đội tuyển quốc gia
Tính đến ngày 24 tháng 3 năm 2024
| Đội tuyển | Năm       | Trận | Bàn |
| --------- | --------- | ---- | --- |
| Mỹ        | 2017      | 1    | 1   |
| Mỹ        | 2018      | 6    | 0   |
| Mỹ        | 2019      | 12   | 5   |
| Mỹ        | 2020      | 2    | 0   |
| Mỹ        | 2021      | 7    | 2   |
| Mỹ        | 2022      | 13   | 1   |
| Mỹ        | 2023      | 8    | 2   |
| Mỹ        | 2024      | 2    | 0   |
| Tổng cộng | Tổng cộng | 51   | 11  |

Tính đến ngày 2 tháng 2 năm 2022
| STT | Ngày                      | Địa điểm                                                  | Đối thủ    | Bàn thắng | Kết quả      | Giải đấu                        |
| --- | ------------------------- | --------------------------------------------------------- | ---------- | --------- | ------------ | ------------------------------- |
| 1   | Ngày 17 tháng 11 năm 2017 | Estádio Dr. Magalhães Pessoa, Leiria, Bồ Đào Nha          | Bồ Đào Nha | 1–0       | 1–1          | Giao hữu                        |
| 2   | Ngày 30 tháng 6 năm 2019  | Lincoln Financial Field, Philadelphia, Hoa Kỳ             | Curaçao    | 1–0       | 1–0          | Cúp Vàng CONCACAF 2019          |
| 3   | Ngày 3 tháng 7 năm 2019   | Nissan Stadium, Nashville, Hoa Kỳ                         | Jamaica    | 1–0       | 3–1          | Cúp Vàng CONCACAF 2019          |
| 4   | Ngày 11 tháng 10 năm 2019 | Audi Field, Washington, D.C., Hoa Kỳ                      | Cuba       | 1–0       | 7–0          | CONCACAF Nations League 2019–20 |
| 5   | Ngày 11 tháng 10 năm 2019 | Audi Field, Washington, D.C., Hoa Kỳ                      | Cuba       | 2–0       | 7–0          | CONCACAF Nations League 2019–20 |
| 6   | Ngày 11 tháng 10 năm 2019 | Audi Field, Washington, D.C., Hoa Kỳ                      | Cuba       | 4–0       | 7–0          | CONCACAF Nations League 2019–20 |
| 7   | Ngày 6 tháng 6 năm 2021   | Empower Field at Mile High, Denver, Hoa Kỳ                | México     | 2–2       | 3–2 (s.h.p.) | CONCACAF Nations League 2019–20 |
| 8   | Ngày 12 tháng 11 năm 2021 | Sân vận động TQL, Cincinnati, Hoa Kỳ                      | México     | 2–0       | 2–0          | Vòng loại FIFA World Cup 2022   |
| 9   | Ngày 2 tháng 2 năm 2022   | Allianz Field, Saint Paul, Hoa Kỳ                         | Honduras   | 1–0       | 3–0          | Vòng loại FIFA World Cup 2022   |
| 10  | Ngày 24 tháng 3 năm 2023  | Sân vận động Kirani James Athletic, St. George's, Grenada | Grenada    | 3–0       | 7–1          | CONCACAF Nations League 2022–23 |
| 11  | Ngày 24 tháng 3 năm 2023  | Sân vận động Kirani James Athletic, St. George's, Grenada | Grenada    | 4–1       | 7–1          | CONCACAF Nations League 2022–23 |

## Danh hiệu
Juventus
- Coppa Italia: 2020–21,[31] 2023–24[45]
- Supercoppa Italiana: 2020[44]

Hoa Kỳ
- CONCACAF Nations League: 2019–20
- CONCACAF Gold Cup Á quân: 2019[44]

Cá nhân
- U.S. Soccer Player of the Year: 2020[46]
- CONCACAF Nations League Player of the Tournament: 2021[47]